# Оса (город)
Оса́ — город в Пермском крае России, административный центр Осинского района (с 1924).
Имеет статус городского округа. Численность населения — 19 369 чел. (2023).

## География
Город расположен на средней Каме на левом берегу Воткинского водохранилища при впадении реки Тулвы, к юго-западу от краевого центра, расстояние до Перми по автомобильной трассе 141 километр, по реке Каме 193 км. Ближайшая к городу железнодорожная станция Чернушка удалена на 98 км.

## История
Согласно летописи Ново-Никольскую слободу Осинского городища основали в 1591 году на башкирских землях братья Нечай и Филипп Калуженины как один из опорных пунктов Русского государства на его восточной окраине.
Название городища происходит от названия речки Осинки, вероятно мансийского или более древнего происхождения. Общепринятой точки зрения в научных кругах нет. Среди местных жителей бытует легенда, что название городу дал Емельян Пугачёв: жалит, как оса, сказал он, имея в виду защитников города.
К 1621 году около слободы появилось несколько русских деревень.
В XVII—XVIII вв. Осинская слобода была центром административной единицы — Осинская даруга, входившей в состав Уфимского уезда .
В 1733 году в Осе останавливалась 2-я Камчатская экспедиция В. Беринга.
13 августа 1737 года Оса получила статус города с определением в нём особого воеводы от Сената, воевода был в подчинении Уфимской провинции. К нему приписаны Дворцовые крестьяне до Сарапула, ему же подчинена Гайнинская волость Уфимского уезда и ясачные Казанского уезда по реке Сиве для сбора всяких доходов..
В 1774 году Оса после боёв и сдачи была взята бунтовщиками Емельяна Пугачёва и сожжена ими.
В 1781 году город Оса становится уездным городом Пермского наместничества. В XVII веке через Осу проходил Сибирский тракт.
Основным занятием населения города было сельское хозяйство. Постепенно в городе возникают фабрично-заводские предприятия, преимущественно по переработке леса и продуктов животноводства. К 1860 году в городе размещались рогожная (кулевая) фабрика, две кожевенных фабрики, мыловаренный и салотопенный заводы, два кирпичных завода, «спичная» фабрика. Но все эти «фабричные заведения» представляли собой небольшие предприятия. Самой крупной была рогожная фабрика, в 1879 году на ней работало до 180 рабочих. Рогожи и кули находили сбыт в Пермской губернии и на Нижегородской ярмарке.
В первой половине XX века основными видами промышленности Осы являлись хлебная, лесная и кожевенная. Работали несколько лесопильных заводов, отправлявших свою продукцию в низовья Камы и на Волгу, и несколько кожевенных заводов, продукция которых поступала на местные рынки и в Сибирь. Город с населением 8,5 тыс. человек, имел музей краеведения, театр, библиотеку (14 500 книг), педагогический техникум, школу фабзауча и школу II ступени. В городе сохранились Успенский собор в стиле классицизма (1792—1824 годы), соборная мечеть (1899 год), Троицкий собор в русском стиле (1902—1916 годы), здания воеводской и уездной канцелярии, гостиного двора, усадебные комплексы.
Важным этапом в развитии Осы следует считать 1963 год, в котором была начата нефтедобыча на месторождениях, открытых вблизи Осы в 1960 году. С появлением НГДУ Осинскнефть в городе усилилось новое жилищное строительство. Крупными предприятиями Осы являлись машиностроительный завод, выпускавший оборудование для животноводческих ферм и пивоваренный завод, обслуживавший Осинский и смежные районы. Завод выпускал пиво, безалкогольные напитки, кондитерские изделия, пищевые концентраты. Хлебоприёмный пункт обслуживает также хозяйства прилегающих районов. Межрайонные функции выполнял и мясокомбинат. Хлебокомбинат работает на свой город и район, также работали молочный завод, мясокомбинат, молокозавод и быткомбинат. Существуют частные предприятия, производящие хлебную продукцию. С 2008 года в городе работает предприятие по выпуску базальтового волокна. В городе много магазинов самообслуживания.
На базе лесных ресурсов района работают Осинский лесхоз и Осинский леспромхоз. Лесхоз занимается вывозкой древесины, пиломатериалов, изготовлением срубов домов. В городе имеется небольшая типография. Экономические и социальные проблемы Оса решает за счёт собственного потенциала и ресурсов своего района — агроприродных, нефтяных, лесных.

## Население
| 1856    | 1897    | 1913    | 1926    | 1931    | 1939    | 1959    | 1970    | 1979    | 1989    |
| ------- | ------- | ------- | ------- | ------- | ------- | ------- | ------- | ------- | ------- |
| 1300    | ↗5100   | ↗5800   | ↗5900   | ↗6300   | ↗9200   | ↗12 719 | ↗15 038 | ↗19 993 | ↗24 132 |
| 1992    | 1996    | 1998    | 2000    | 2001    | 2002    | 2003    | 2005    | 2006    | 2007    |
| ↗25 400 | ↗26 600 | ↘26 500 | →26 500 | →26 500 | ↘23 452 | ↗23 500 | ↘23 000 | ↘22 800 | ↘22 600 |
| 2008    | 2009    | 2010    | 2011    | 2012    | 2013    | 2014    | 2015    | 2016    | 2017    |
| ↘22 500 | ↘22 424 | ↘21 188 | ↗21 200 | ↘21 083 | ↘21 000 | ↘20 990 | ↗21 201 | ↘21 143 | ↘21 072 |
| 2018    | 2019    | 2020    | 2021    | 2023    |         |         |         |         |         |
| ↘21 061 | ↘20 899 | ↘20 805 | ↘19 523 | ↘19 369 |         |         |         |         |         |

На 1 января 2025 года по численности населения город находился на 681-м месте из 1124 городов Российской Федерации.
Национальный состав
В национальном составе 90 % населения города — русские.

## Религия

### Православие
- Собор Успения Пресвятой Богородицы (Успенский собор), почтовый адрес: ул. Свердлова, д. 2. Заложен 16 марта 1792 года, освящён 15 августа 1824 года. С этого собора началась каменная застройка Осы. Строительство начато без утверждённого плана, только в 1807 году был составлен план протоиереем Иоанном. Храм построен на пожертвования прихожан. Действовал до 1936 года. В 1951—1955 годах переоборудован под сельскохозяйственный техникум. С 1987 года в здании действует краеведческий музей.
- Храм Казанской иконы Божией Матери, почтовый адрес: Южная ул., д. 1. Построен в 1882 году на территории кладбища в южной части города вместо ветхой деревянной церкви. Главный спонсор постройки — осинский купец Алексей Иванович Осипов. В 1939 году храм был закрыт. В военные годы использовался как склад под зерно. 4 июня 1944 году по просьбе православной общины открыт вновь.
- Свято-Троицкий собор, почтовый адрес: ул. Степана Разина, д. 2 (бывшая Успенская ул.). Освящён 16 июня 1916 года. Построен в 1902—1916 годах по проекту пермского архитектора А. Б. Турчевича. Колокольня не построена, хотя в проекте должна была быть. Иконы писал московский художник Шварев. Более половины средств пожертвовала семья купцов Осиповых. Первыми священниками в храме были Дмитрий Киприянович Овечкин и Петр Алексеевич Алексеев. Оба были расстреляны в годы советской власти. Службы велись до 1927 года, собор закрыт 27 сентября 1930 года. Затем здание использовалось различными организациями: краеведческий музей; машинно-тракторные мастерские; в подвал завозили лёд для хранения молока. С 1956 года часть здания использовалась в качестве спортзала зооветеринарным техникумом. В 1960/70 годах в южной части размещался автовокзал. В 1967, 1968, 1971 годах происходили пожары. В 1979—1984 годах происходила частичная реставрация. К 2000-м годам памятник архитектуры оказался в плачевном состоянии. С 2004 года начались восстановительные работы, которые проводятся до сих пор. В настоящее время в храме проводятся службы.
- Иоанно-Предтеченская церковь Деревянная церковь, построенная в 1776 году на средства прихожан. В 1810 году перенесена на кладбище на территории современной Богородице-Казанской церкви. Закрыта и уничтожена в XX веке.

Когда в Пермском крае распространилось обновленчество, сохранившиеся православные Прикамья с 1924 по 1935 годы объединялись вокруг Осинского викарного епископа Русской Православной Церкви:
- Петр (Гасилов) (11 февраля 1924—1932),
- Варлаам (Козуля) (30 января — 9 июня 1935)[30][31].

### Ислам
Мечеть, почтовый адрес: ул. Володарского, д. 41. В 1899 г. мусульманское общество города Оса приняло решение о строительстве в уездном городе Оса на усадебных пустопорожних селитебных местах № по плану 289 и 290, принадлежавших Торговому Дому «Мухамет Гата Мансуров и К◦» по Гаинской ул. (ныне ул. Володарского, д. 41) кирпичного здания мечети. Место после постройки мечети перешло в ведение Духовного ведомства, и в связи с этим, объявленная ценность места в 20 руб., со счета Торгового Дома «Мухамет Гата Мансуров и К◦» была списана. Постановлением Администрации Осинского муниципального района Пермского края № 1085 от 14 декабря 2011 года «О передаче муниципального имущества Осинского муниципального района в собственность религиозной организации объекта культурного наследия, являющегося имуществом религиозного назначения» двухэтажное кирпичное здание на ул. Володарского, 41 передано в собственность Централизованной религиозной организации «Духовное управление мусульман Пермского края (Пермский Муфтият)». К нему «прилагаются» пристройка, крыльцо, сарай, забор, калитка, замощение и земельный участок площадью 6 169 квадратных метров. Площадь самого здания — 317,5 квадратных метров.

## Список переименованных улиц
- Гаинская ул. (ныне — ул. Володарского)
- Ермаковская ул. (ныне — ул. Максима Горького)
- Короленковская ул. (ныне — Советская ул.)
- Кунгурская ул. (ныне — ул. Ленина)
- Лавровская ул. (ныне — Интернациональная ул.)
- Нагорная ул. (ныне — ул. Кобелева)
- Николаевская ул. (ныне — ул. Ленина)
- Оханская ул. (ныне — ул. Карла Маркса)
- Полевая ул. (ныне — Комсомольская ул.)
- Почтовая ул. (ныне — часть ул. Свердлова)
- Успенская ул. (ныне — ул. Ст. Разина)

## Значимые здания

### Утерянные здания
- Театр имени Н. В. Гоголя, открылся в 1909 году.
- Кинотеатр «Рубин» (Советская ул., 47), построен в середине 1960-х гг., снесён в 2010-е гг.

### Ныне существующие здания
- улица Свердлова, 2 — Осинский Краеведческий музей, бывший перестроенный Успенский собор. Действует с 1987 года.
- улица Свердлова, 4А — музей-диорама «Природа Осинского Прикамья», открыт в 1989 г.
- улица Ленина, 2 — здание острога. Ныне — Отделение профессионально-педагогического колледжа. Здание построено в 1828 году и использовалось как тюрьма вплоть до 1930 года
- улица Ленина, 4а — Старые торговые ряды XIX века. В 1950-х гг. здание надстроено вторым этажом.[34]
- улица Ленина, 21 — Новые торговые ряды. Здание принадлежало городской управе.[34]
- ул. Володарского, д. 41. — Здание Мечети, построено в 1899 г., действующая мечеть в наше время.[35]

## Транспорт
Главный вид транспорта как для пассажирских, так и для грузовых перевозок — автомобильный. В городе функционирует несколько городских, пригородных и междугородных автобусных маршрутов. Ранее город обслуживался также речным транспортом, все пассажирские суда, идущие от Перми вниз по Каме и обратно, останавливались на Осинской пристани. До середины 1990-х годов курсировал регулярный пассажирский речной транспорт на подводных крыльях типа «Метеор», «Ракета».

## Образование и культура
В Осе работают три средних специальных учебных заведения: педагогический колледж, аграрный техникум, филиал Чайковского промышленно-гуманитарного колледжа, общая численность учащихся в них составляет 1 513 человек, ежегодный выпуск — свыше 400 человек. Также, в городе четыре действующих школы, в одной из которых создан кадетский класс. В самой молодой школе обучение проходит по индивидуальному учебному плану, в котором ученик может выбрать тот предмет, который в дальнейшем ему нужен для поступления. Гордостью Осы является ансамбль песни и танца «Уральская рябинушка» имени Б. К. Брюхова, лауреат многих смотров и конкурсов. В городе имеется Осинский краеведческий музей.Муниципальное бюджетное образовательное учреждение дополнительного профессионального образования «Осинский методический центр».

## СМИ
Печатные СМИ
- Газета Осинское Прикамье
- Газета Мир предложений
- Газета Камские огни

Электронные СМИ
- ООО «Рекламно-информационный канал КТВ-Информ»
- ООО «Прикамье»
- Телекомпания «Рубин-ТВ»
- Радио Соль FM — 100.2 FM
- Ретро FM / Барда FM — 102.5 FM
- Love Radio-Оса — 102.9 FM
- Радио Вера — 103.3 FM
- Авторадио-Оса — 103.9 FM
- Радио «Дача» — 104.3 FM
- Европа Плюс — 106.5 FM
- Радио Пермяк — 107.5 FM

## Люди, связанные с городом
- Феофилакт (Безукладников) (р. 1963) — наместник Новоиерусалимского монастыря.
- Брюхов, Василий Павлович (1924—2015) — советский офицер, танкист-ас, участник Великой Отечественной войны, Герой Российской Федерации (1995 год), генерал-лейтенант.
- Валерий Николаевич Краснов (р. 1945) — психиатр, профессор, доктор медицинских наук, директор Московского НИИ психиатрии, председатель правления Российского общества психиатров.
- Владимир Яковлевич Мотыль (1927—2010) — режиссёр, сценарист, Народный артист России, в годы Великой Отечественной войны находился с семьёй в эвакуации в г. Оса.
- Бианки, Виталий Валентинович (1894—1959) — ленинградский писатель, в годы Великой Отечественной войны находился с семьёй в эвакуации в г. Оса.
- Кислицын Владимир Фёдорович — основатель первого в России частного моста.
- Антон Алексеевич Дерендяев и Максим Алексеевич Дерендяев — победители международных олимпиад по химии.
- Армен Бежанян — актёр, предприниматель и бывший депутат городской думы города Осы.

## Галерея

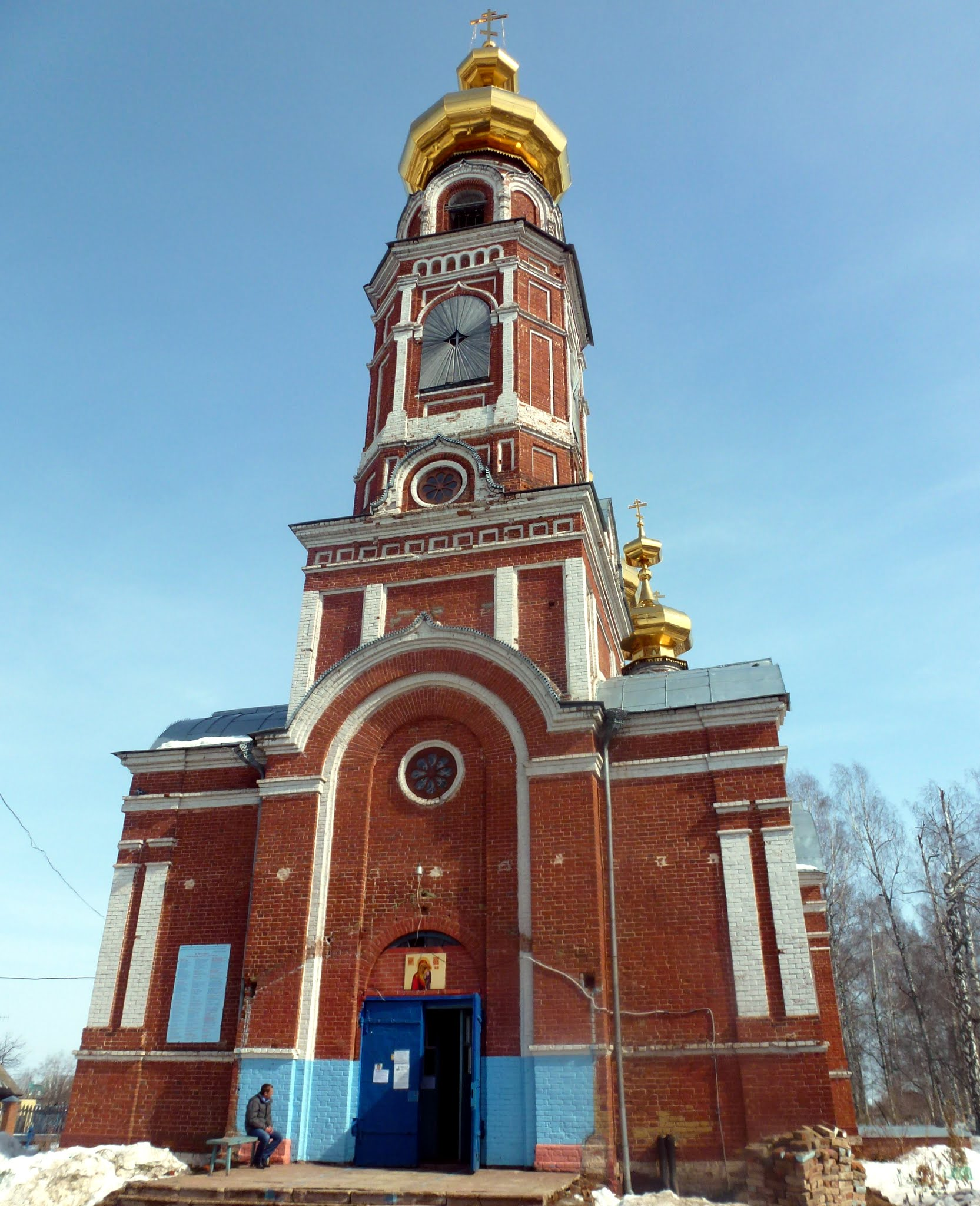
Церковь Казанской иконы Божией Матери
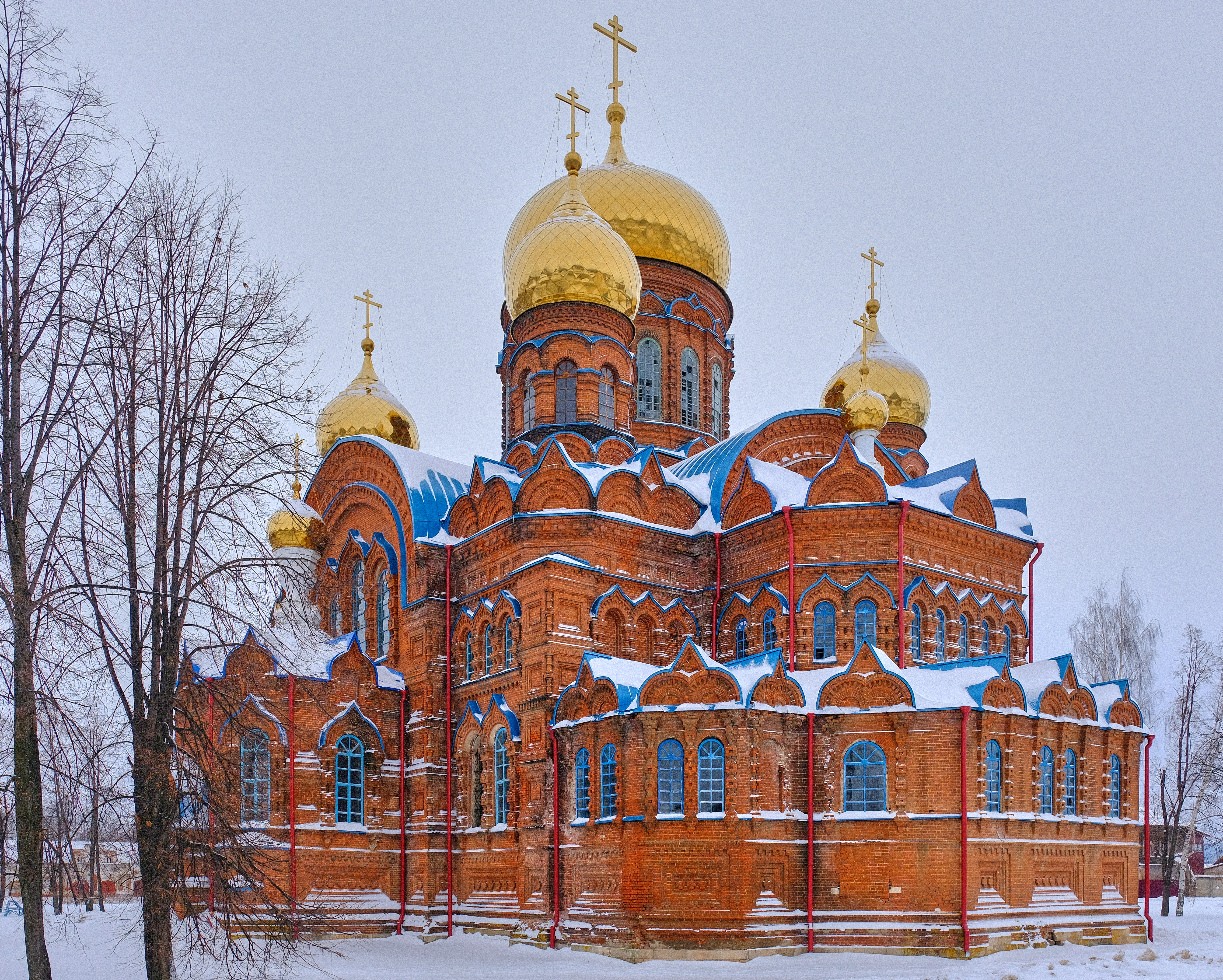
Троицкий собор
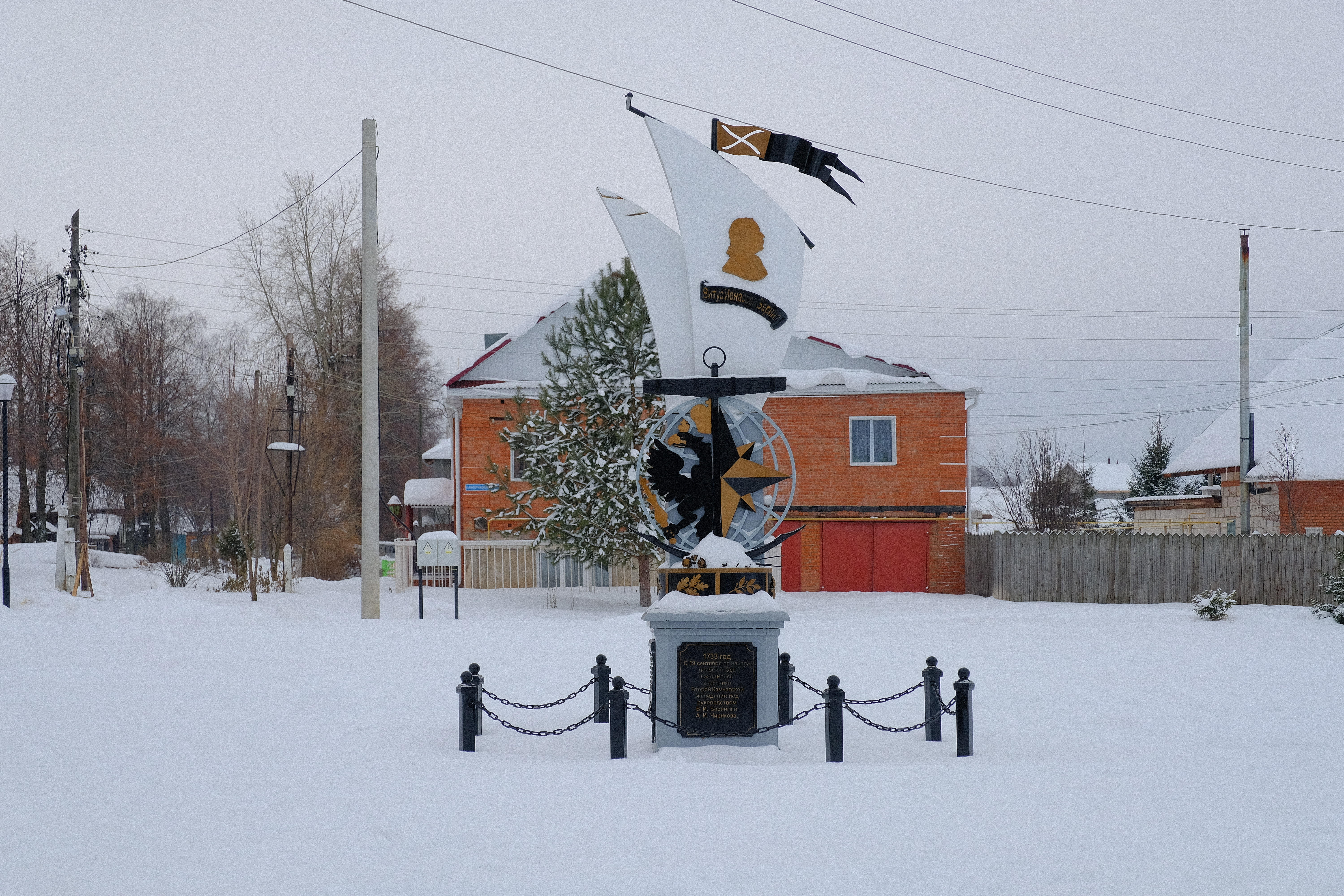
Памятник участникам 2-й камчатской экспедиции
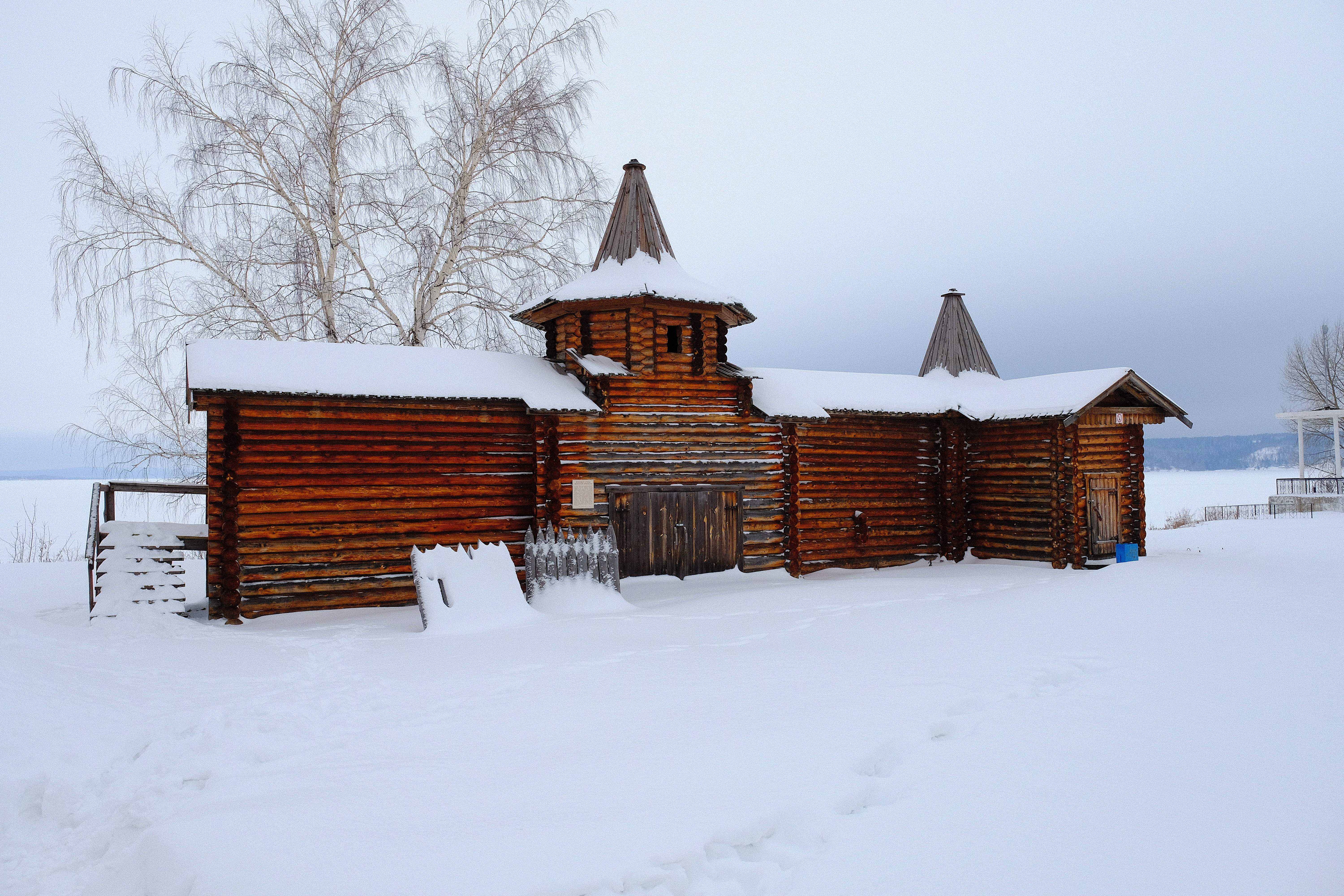
Реконструкция стены Осинской крепости
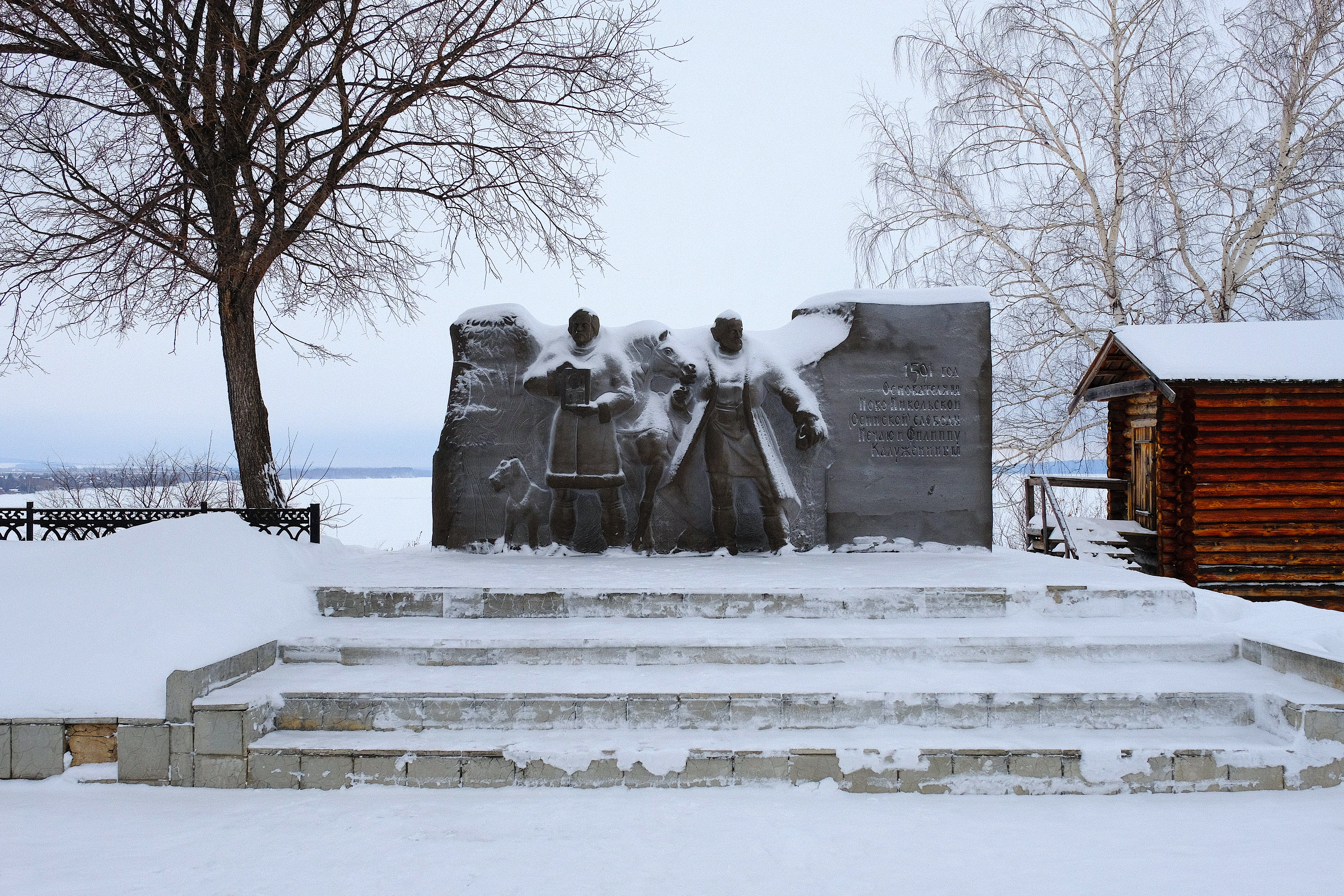
Памятник основателям города
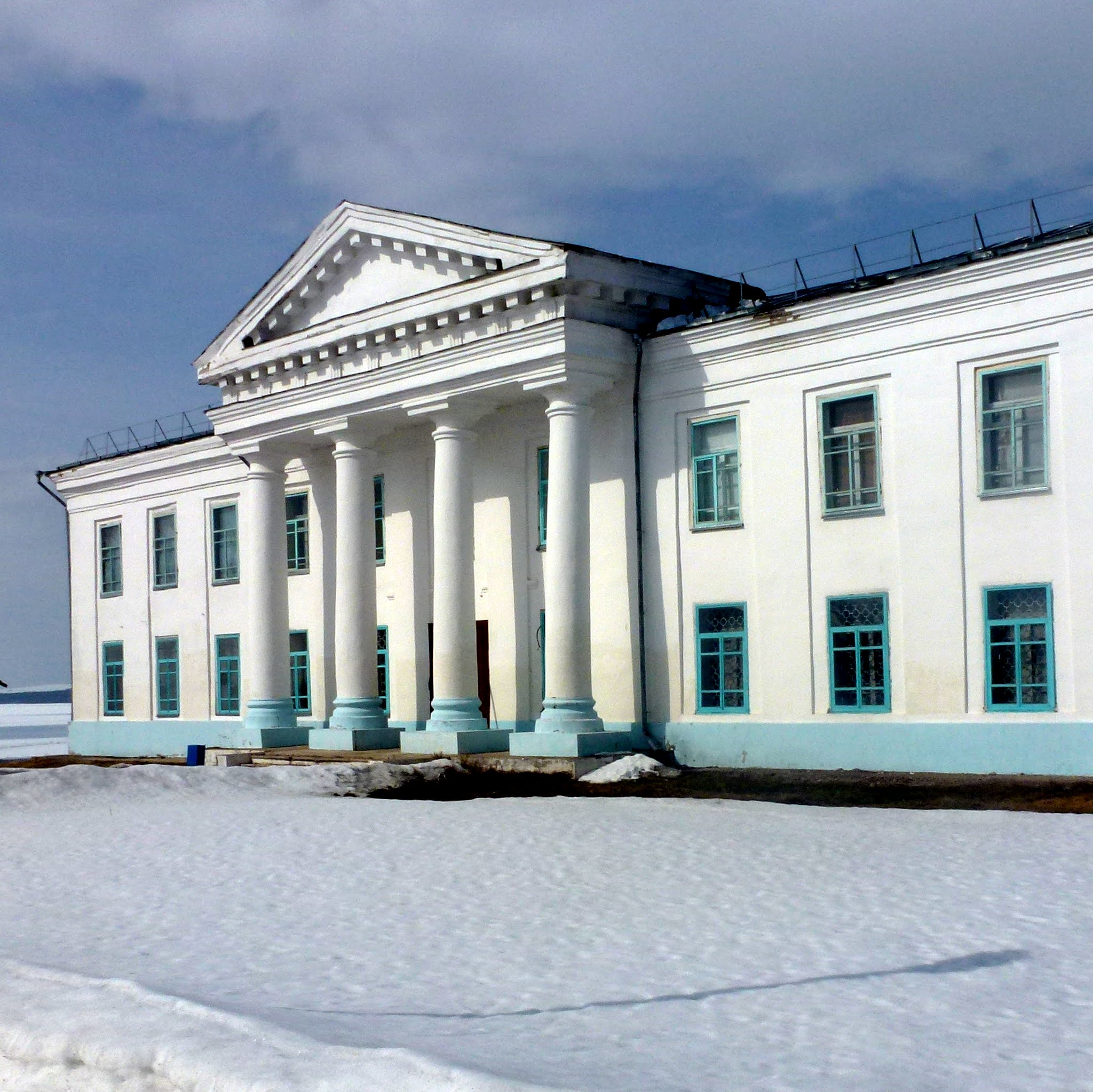
Осинский краеведческий музей